# 匯權站
匯權站（音素換寫：S̄t̄hānī h̄̂wyk̄hwāng，皇家轉寫：Sathani Kuay Kwang，泰語發音：[sā.tʰǎː.nīː hûa̯j kʰwǎːŋ]）位於泰國首都曼谷匯權縣的叻猜拉披色路與「巴察叻挽烹路」交界，為曼谷地鐵（MRT）藍線的一座車站，站碼為 HUI。該站位於新發展地帶，正在建造許多新大廈，許多小販攤檔佔據了該站的西方。

## 車站構造
| G  | 地面               | 巴士站、協和大廈、Kunnateeruttharam Witthayakhom學校 |
| B1 | 大堂               | 1-4號出口、售票機                                    |
| B2 | 1號月台            | MRT 往曼瓦（泰國文化中心）                           |
| B2 | 島式月台，右側開門 |                                                      |
| B2 | 2號出口            | MRT 往島本（素鐵訕）                                 |

## 鄰近地點
- 飯店：Merchant Court Hotel、Regina Hotel、The Emerald Hotel
- 匯權縣署
- 匯權縣警察局
- 沿家樂福的一段叻猜拉披色路，布滿色情按摩院

## 外部連結
- 曼谷地鐵公司的官方網站
- 曼谷集體運輸系統(架空電車)的官方網站